# Casa de Valois

Casa de Valois a fost o ramură a dinastiei Capețienilor care a domnit în Franța din 1328 până în 1589. Casa de Valois a succedat Dinastia Capețienilor și a precedat Casa de Bourbon. Exponenții săi au condus Regatul francez din secolul al XIV-lea până la sfârșitul secolului al XVI-lea.

## Istoric
Domnia Capețienilor indirecți a început cu Filip al VI-lea (1328-1350), începând astfel o nouă serie de 13 regi (primii 7 vor domni din tată în fiu), perioadă marcată de profunde zguduiri, produse de Ciuma Neagră și de Războiul de 100 de ani, care s-a desfășurat în mare parte pe teritoriul Franței și a adus o instabilitate politică cronică, ilustrată de două regențe și o perioadă de 6 ani în care Franța nu are un rege încoronat conform tradiției. 

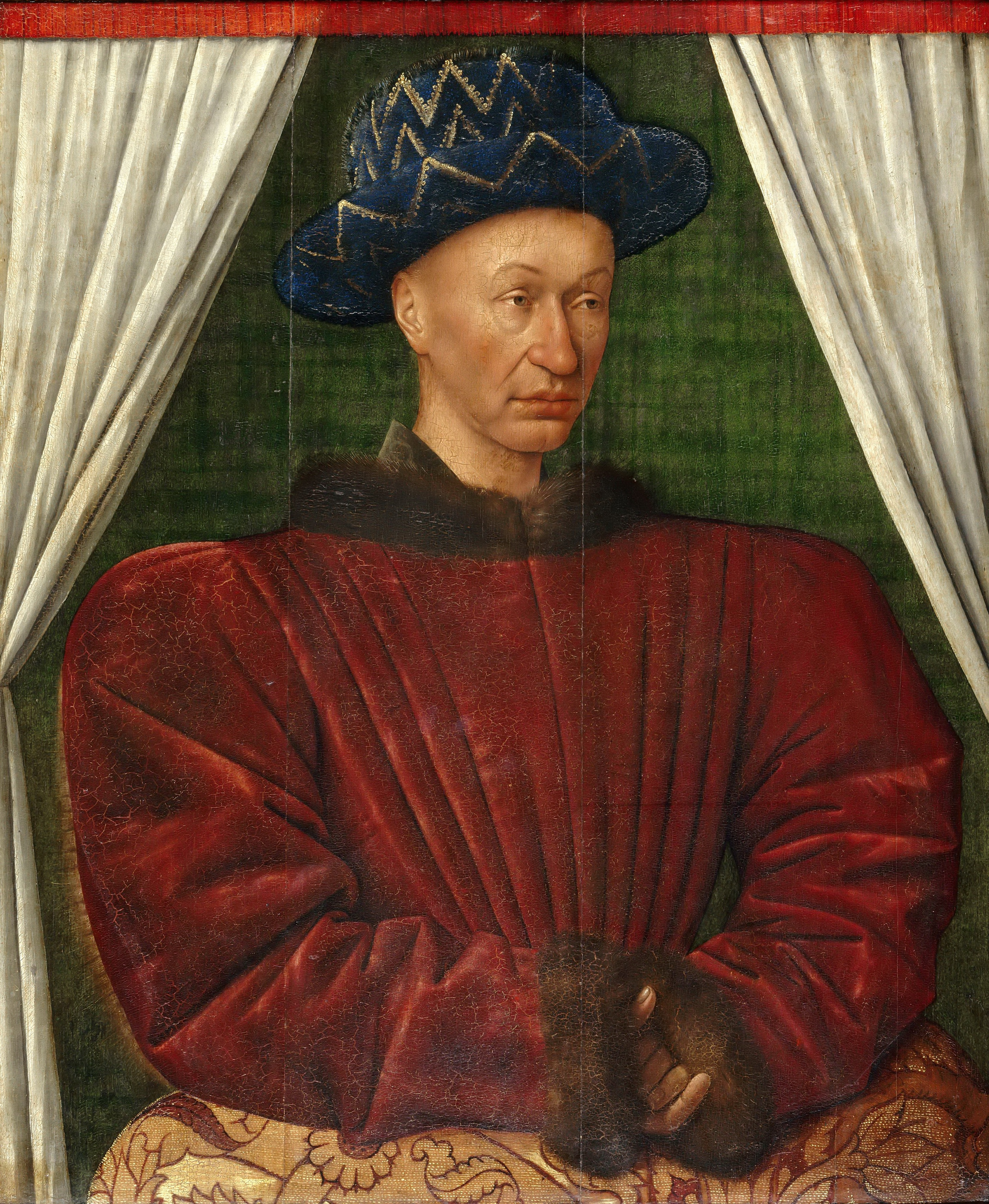
Carol al VI-lea

Astfel, în timpul  bătăliei de la Poitiers (1356), regele Ioan al II-lea cel Bun (1350-1364) este făcut prizonier de Prințul Negru, moștenitorul tronului Angliei, astfel că este necesară instituirea celei de-a doua regențe din istoria Franței. În 1380 urcă pe tron Carol al VI-lea (1380-1423), pe care istoria îl va reține sub numele de Carol cel Nebun. Din 1392, regele începe să aibă accese de nebunie (caz unic în istoria Franței), astfel că se instituie o altă Regență, însă, conform dreptului medieval francez, regele nu poate fi înlocuit, nici măcar atunci când este incapabil să conducă. Pe 21 mai 1420, în calitate de Regentă, soția regelui Franței, Isabeau de Bavaria, semnează Tratatul de la Troyes, prin care își reneagă propriul fiu, pe Delfinul Carol, recunoscându-l pe Henric al V-lea al Angliei, drept moștenitor al Coroanei franceze. Henric al V-lea se căsătorise cu Catherine de Franța, fiica cea mare a regelui Carol al VI-lea, astfel că, la moartea „bietului rege nebun”, în 1423, Henric al V-lea „Plantagenetul” se încoronează rege al Franței la Notre-Dame de Paris. Din punct de vedere juridic, acest act este nul, deoarece încalcă regulamentele succesorale franceze din 1322 și 1328, cât și legea salică devenită izvor formal de drept în materie succesorală în secolul anterior. Această stare de fapt a încetat în 1429, când Carol de Valois, rege neîncoronat al Franței, a devenit Carol al VII-lea (1422-1461) fiind încoronat la Reims. În anul 1453, englezii sunt în fine învinși și alungați din Franța pentru totdeauna, pierzând întregul imperiu angevin pe care Plantageneții l-au construit timp de trei secole.
Deși situația internă a Franței intră oarecum în normalitate, violențele postbelice sunt numeroase: dueluri justițiare, violuri, crime. Trebuie să observăm că în Franța secolului XV încă se mai aplicau aceste dueluri judiciare, în cazurile în care nu se putea dovedi vinovăția sau nevinovăția acuzatului (principiul prezumției de nevinovăție nu funcționa în dreptul medieval francez). Astfel, se organiza, sub patronajul seniorului local o luptă între acuzat și acuzator, iar învingătorul era considerat ca având dreptate. Acest procedeu primitiv de stabilire a adevărului (de origine germanică), accesibil numai nobililor, era numit l’ordalie sau le Jugement de Dieu.
În 1498 se întâmlă din nou ca un rege al Franței să moară fără descendenți de sex masculin; este vorba de Carol al VIII-lea (1483-1498). Totuși Coroana rămâne în cadrul familiei, deoarece cea mai apropiată rudă a regelui defunct este tot un Valois: Ludovic, nepotul ducelui Ludovic I de Orléans (frate al lui Carol al VI-lea cel Nebun), acesta devenind Ludovic al XII-lea (1498-1515). Dar nici acest rege nu are fii, astfel că trebuie din nou căutată cea mai apropiată rudă pe linie masculină. Acesta era Francisc, un alt nepot al lui Ludovic I de Orléans (deci Ludovic al XII-lea îi era unchi). Noul rege, încoronat în același an, conform tradiției, este Francisc I al Franței (1515-1547). 

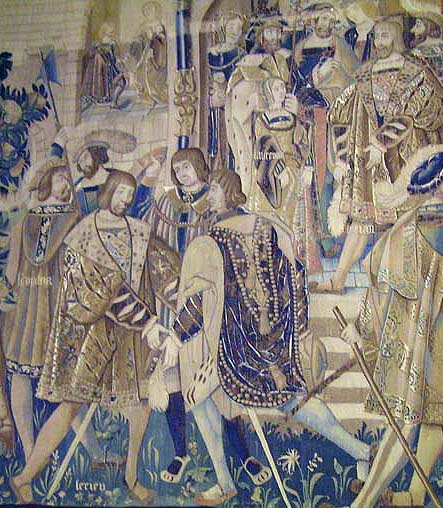
Tapiţerie înfăţişându-l pe Francisc I

La sfârșitul secolului al XV-lea, Franța cunoscuse o perioadă de pace, anexând definitiv Bretania și ultima posesiune engleză, portul Calais. Însă regele de numai 24 de ani al Franței, Carol al VIII-lea reia pretențiile ancestrale asupra Neapolelui, începând un război pe care urmașii săi: Francisc I și fiul său, Henric al II-lea (1547-1559) îl vor continua declanșând un adevărat conflict european cu regele Spaniei, împărat al Germaniei, Carol Quintul. Este o ilustrare clară a pretențiilor feudale istorice ale Franței asupra Italiei, care datează, după cum am mai spus, de la imperiul carolingian. Tot de la Charlemagne, au moștenit regii francezi tendința de a-și subordona papalitatea (a se vedea exemplul papalității de la Avignon). 
Pe plan intern, puterea centrală devine tot mai puternică, pe fundalul întăririi monarhiei, pregătind terenul pentru absolutismul regal. Foarte importantă este data de 10 august 1539, când Francisc I semnează ordonanța elaborată de cancelarul Guillaume Poyet care, printre altele, impune limba franceză ca limbă obligatorie pentru redactarea textelor oficiale. 
Se impune în această perioadă personalitatea extraordinară a Caterinei de Medicis, soția lui Henric al II-lea, cu care va avea patru fii, dintre care trei vor urca pe tron, și două fiice, care vor fi soții de suveran. În 1559, Henric al II-lea moare la vârsta de 40 de ani, în urma unui turnir organizat în cinstea căsătoriei dintre fiica sa cea mică, Elisabeta și regele Filip al II-lea al Spaniei. Succesiunea se face din tată în fiu, de la Henric al II-lea la cel mai mare dintre fii săi. Francisc al II-lea (1559-1560) avea însă să moară după nici un an de domnie, fără a lăsa moștenitori. În aceste condiții, cel de-al doilea fiu al lui Henric al II-lea, Carol, devine regele Franței Carol al IX-lea (1560-1574), urmat de fratele său mai mic, Henric al III-lea (1574-1589), din aceleași motive succesorale. În 1589, are loc un grav accident căruia i-a căzut victimă Henric al III-lea, căruia soția sa, Luiza de Lorena, nu i-a putut dărui un fiu. 

Franţa în 1477

Se încheie astfel un nou capitol din istoria dinastiei capețienilor, încheindu-se practic epoca războaielor religioase, soldate cu masacrele de la Wassy (1562), din Noaptea Sfântului Bartolomeu (1572) și nenumărate alte atrocități, instigate chiar de mama ultimilor trei regi, autoritara și ultracatolica Caterina de Medicis și de unul dintre cei mai puternici nobili ai vremii, ducele Francisc de Guise.

## Listă a regilor Valois din Franța

### Ramura principală Valois
- Filip VI cel Norocos 1328-1350, fiul lui Charles de Valois
- Ioan II cel Bun 1350-1364
- Carol V cel Înțelept 1364-1380
- Carol VI cel Mult Iubit, mai târziu cunoscut ca cel Nebun 1380-1422
- Carol VII cel Victorios 1422-1461
- Ludovic XI 1461-1483
- Carol VIII cel Prietenos 1483-1498

### Ramura Valois-Orléans
- Ludovic XII

### Ramura Valois-Angoulême
- Francisc I -- 1515-1547
- Henric II -- 1547-1559
- Francisc II -- 1559-1560
- Carol IX -- 1560-1574
- Henric III -- 1574-1589